# 杨谟 (道州长史)
杨谟（554年—602年8月22日），字仕宪，弘农郡华阴县（今陕西省华阴市）人，北周、隋朝官员。

## 生平
虚龄十八岁时，杨谟以都督为起家官。当时上柱国、清河郡开国公杨素上奏请求杨谟担任自己的府长史。开皇九年（589年），隋朝南征南陈，隋文帝诏令杨素出任行军水军元帅，杨谟作为杨素的部下参与作战，因功加虎威将军、仪同三司。开皇十年（590年），南陈范围内出现叛军，隋文帝诏令杨素出任南道大行军元帅，杨谟再度辅佐杨素出征，因功加龙骧将军，升任上仪同三司。之后西北突厥进犯边塞，隋文帝诏令杨谟出任丰州长史，杨谟又改任道州长史。仁寿二年七月廿九日（602年8月22日），杨谟因病去世，虚岁四十九，大业二年十一月廿二日（606年12月24日）改葬于华阴东原丰原乡弘仁里。

## 家庭

### 曾祖
- 杨公生，千人军帅、故道大将、太子直斋、东宫宫尹、左金紫光禄大夫[1]

### 祖父
- 杨和，吏部给事、通议、司旅大夫、右银青光禄大夫、散骑常侍[1]

### 父亲
- 杨澄，襄威将军、给事中、都督、蕲州蕲水县县令[1]

### 夫人
- 河东薛氏，白水郡太守薛宾之女[1]